# Dachturm
Ein Dachturm ist in der Architektur ein mächtiger Kirchturm, der am Westgiebel wie ein Dachreiter auf und im Dach sitzt. Zierlichere Varianten nennt man Giebelreiter.

## Begriffe
Präzise auf Form und Anbringensortort deutend ist der in Architekturwörterbüchern eingeführte Begriff Giebelreiter. Bei größeren Exemplaren wird von Bauhistorikern in Baubeschreibungen auch die Bezeichnung Dachturm verwendet, so u. a. im Dehio-Handbuch.

## Funktion und Gestalt
Ein zierlicher Giebelreiter sitzt bei Kirchenbauten über dem Westgiebel oder über einer aufragenden Chormauer. Er kann leichter aus Holz konstruiert sein, doch gibt es auch repräsentative Beispiele aus Stein. Giebelreiter sind in Grundriss und Dachform ebenso vielgestaltig wie Dachreiter. Ein Giebelreiter kann zur Anbringung eines Uhr-Zifferblatts dienen, häufiger jedoch zur Aufhängung von kleineren Glocken, also als anspruchloserer Uhrturm oder Glockenturm. Den besseren Austritt des Glockenklangs bewirken Schallluken als seitliche Öffnungen, so dass ein Giebelreiter – wie ein Dachreiter – mit einer Laterne ausgebildet sein kann.
Ein größerer Dachturm prägt die Fassade des Westgiebels in stärkerem Maße. Die Übergänge zwischen einem Dachturm und einem in das Kirchenschiff eingezogenen Kirchturm sind fließend.

## Beispiele Giebelreiter und Dachtürme

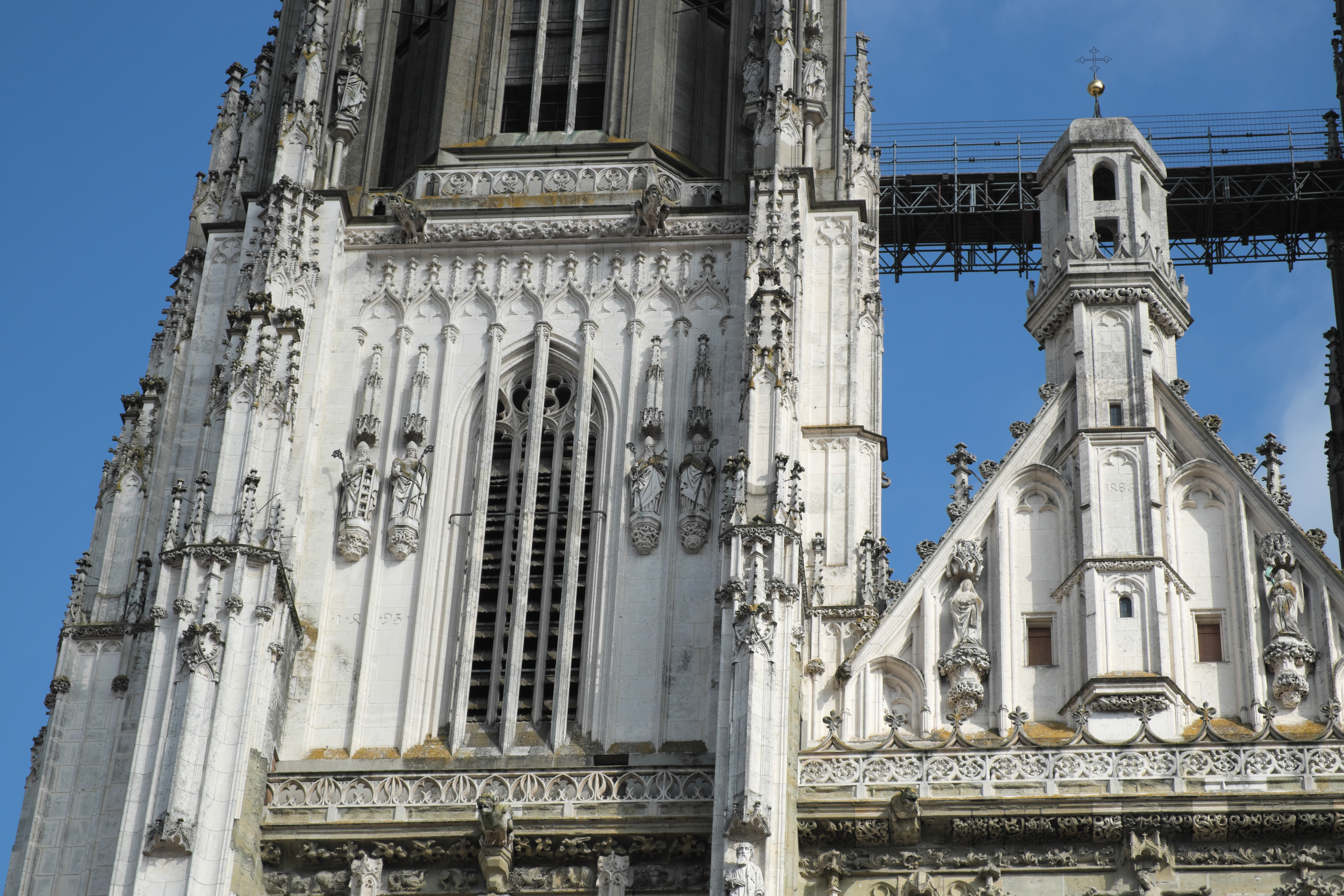
Massiver Giebelreiter des 15. Jahrhunderts (Eicheltürmchen am Regensburger Dom)
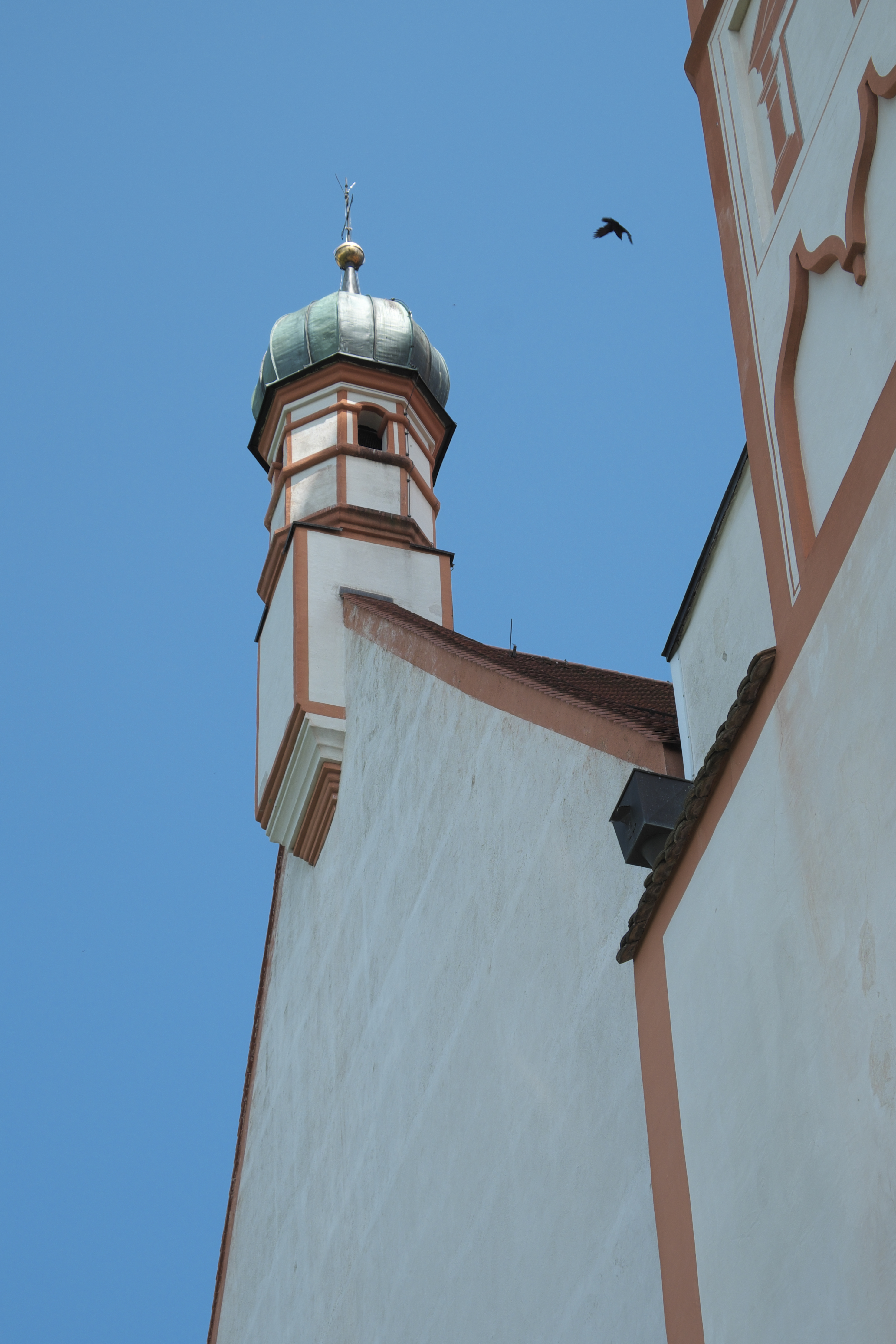
Giebelreiter mit Zwiebelhaube (Hedwigskapelle der Klosterkirche Andechs)
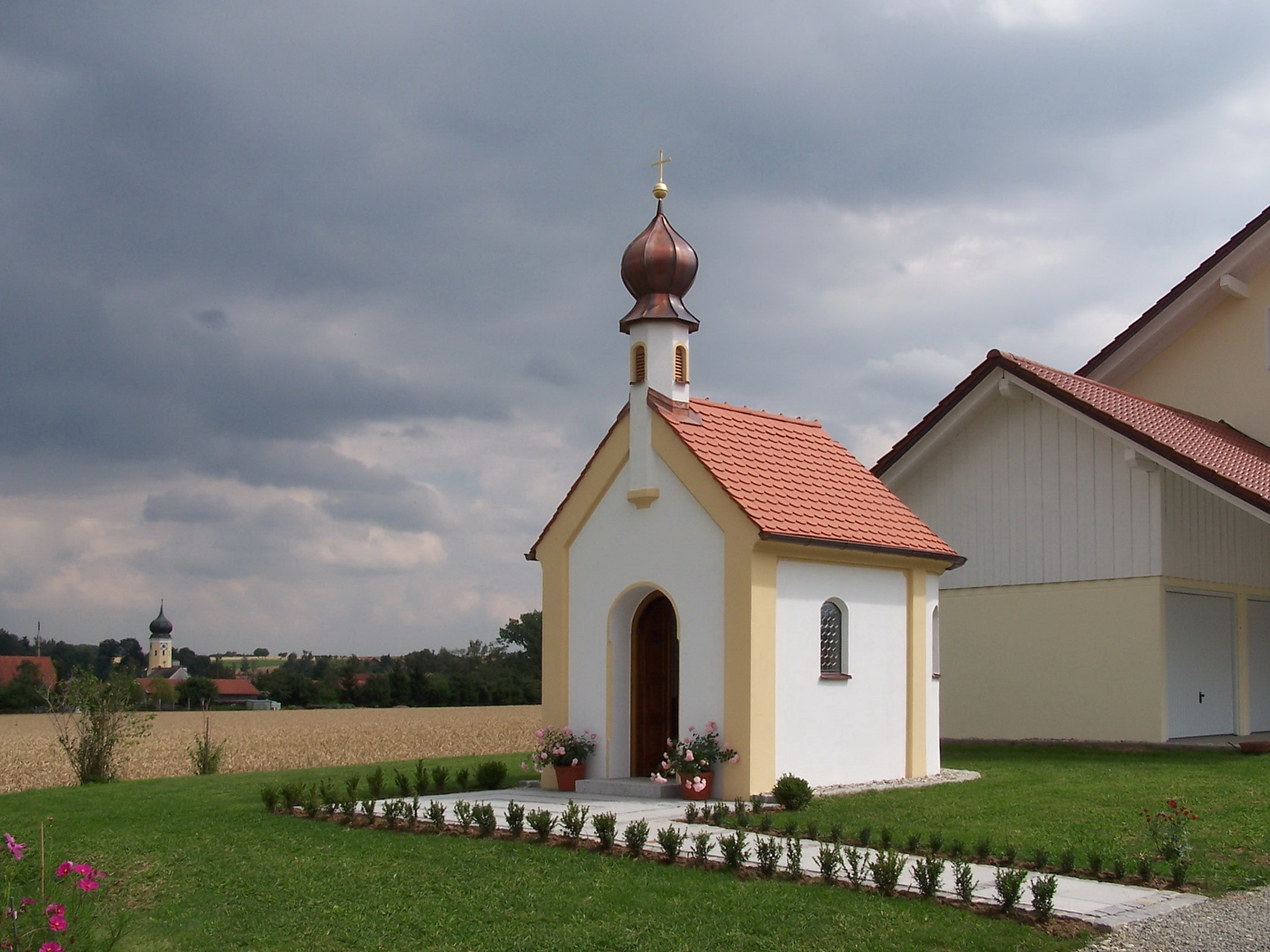
Giebelreiter (Spitzwegkapelle in Geiselhöring)
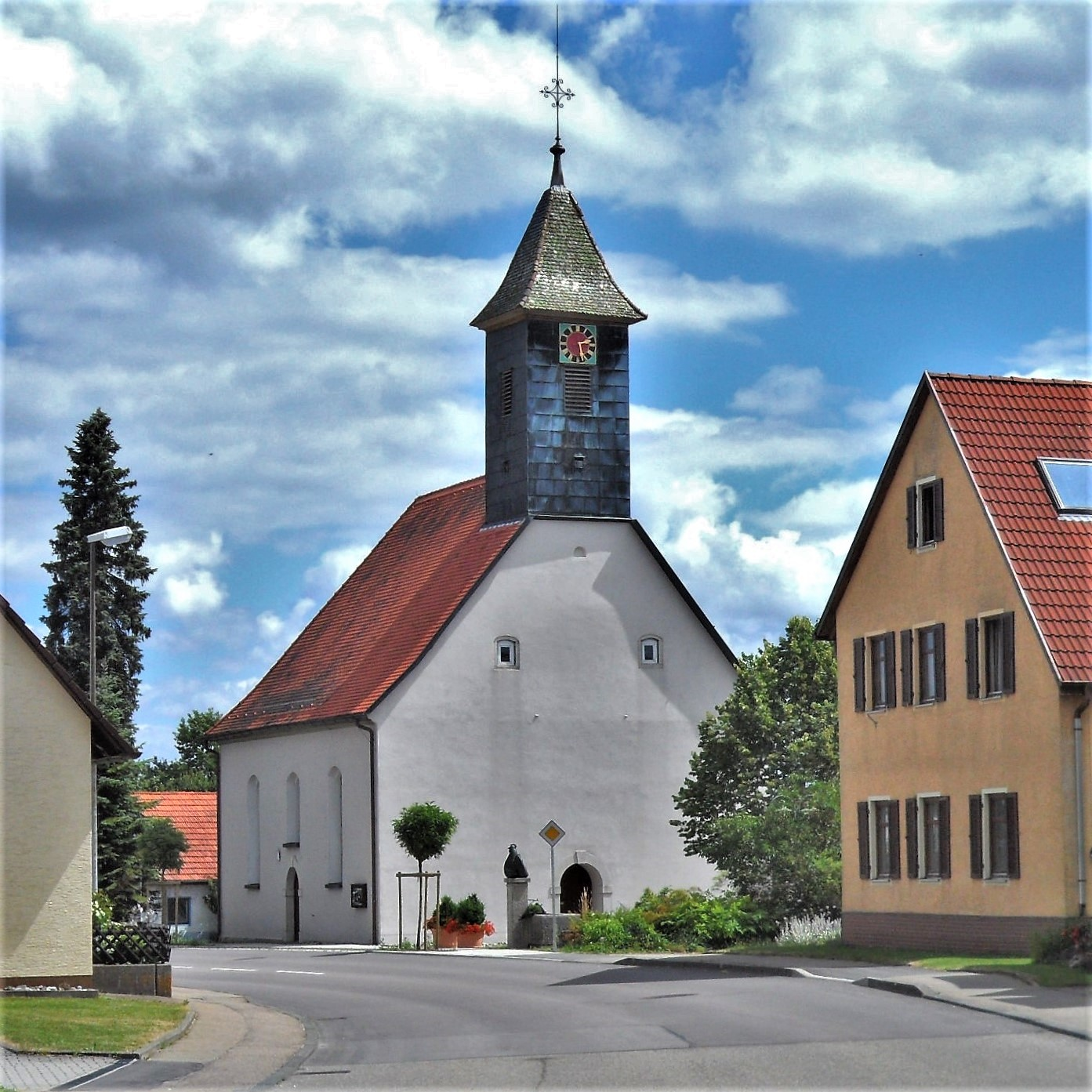
Giebelreiter mit Blechverkleidung (Dorfkirche in Zang)
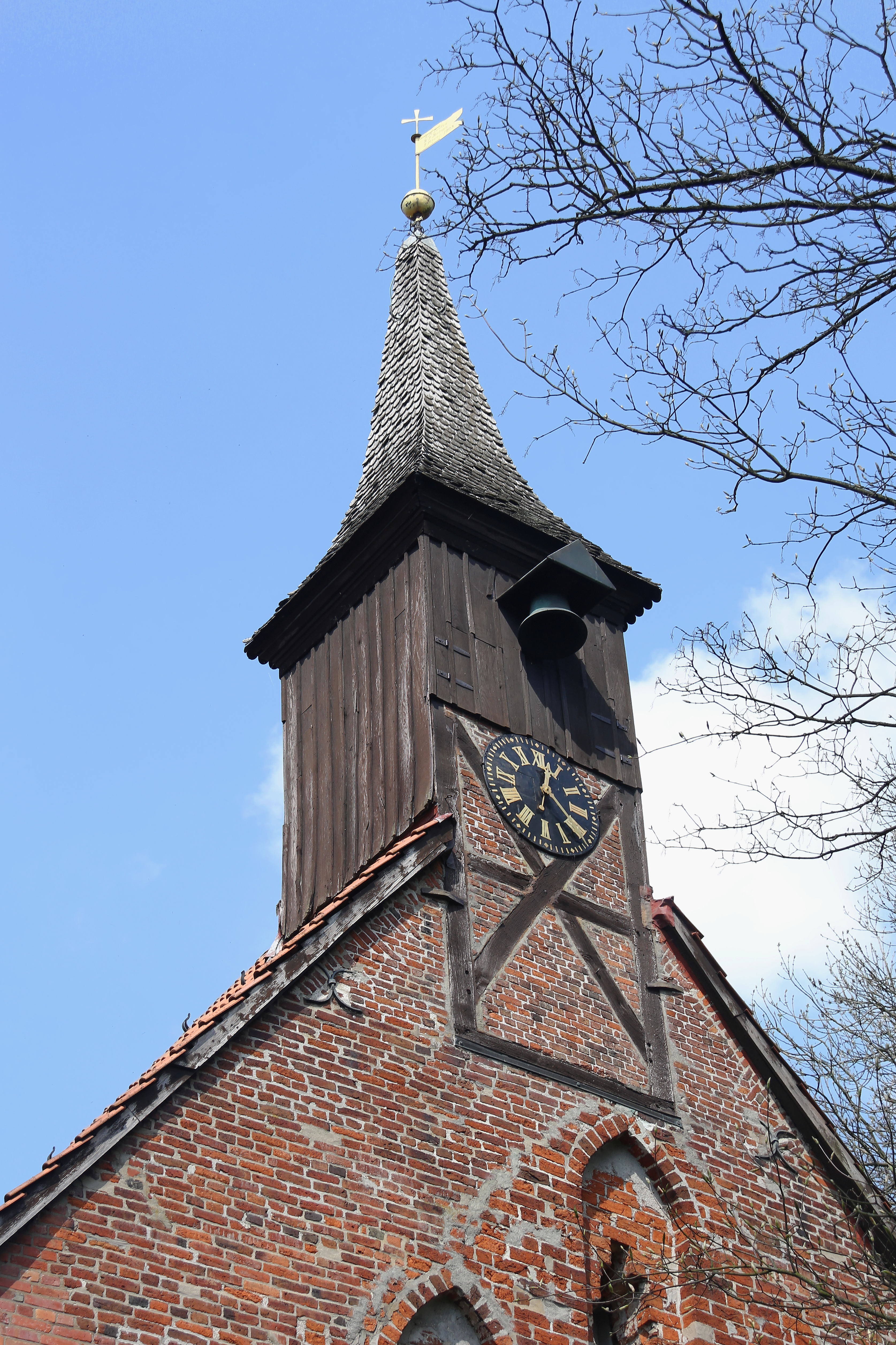
Bretterverkleideter Fachwerk-Giebelreiter (Sinstorfer Kirche)
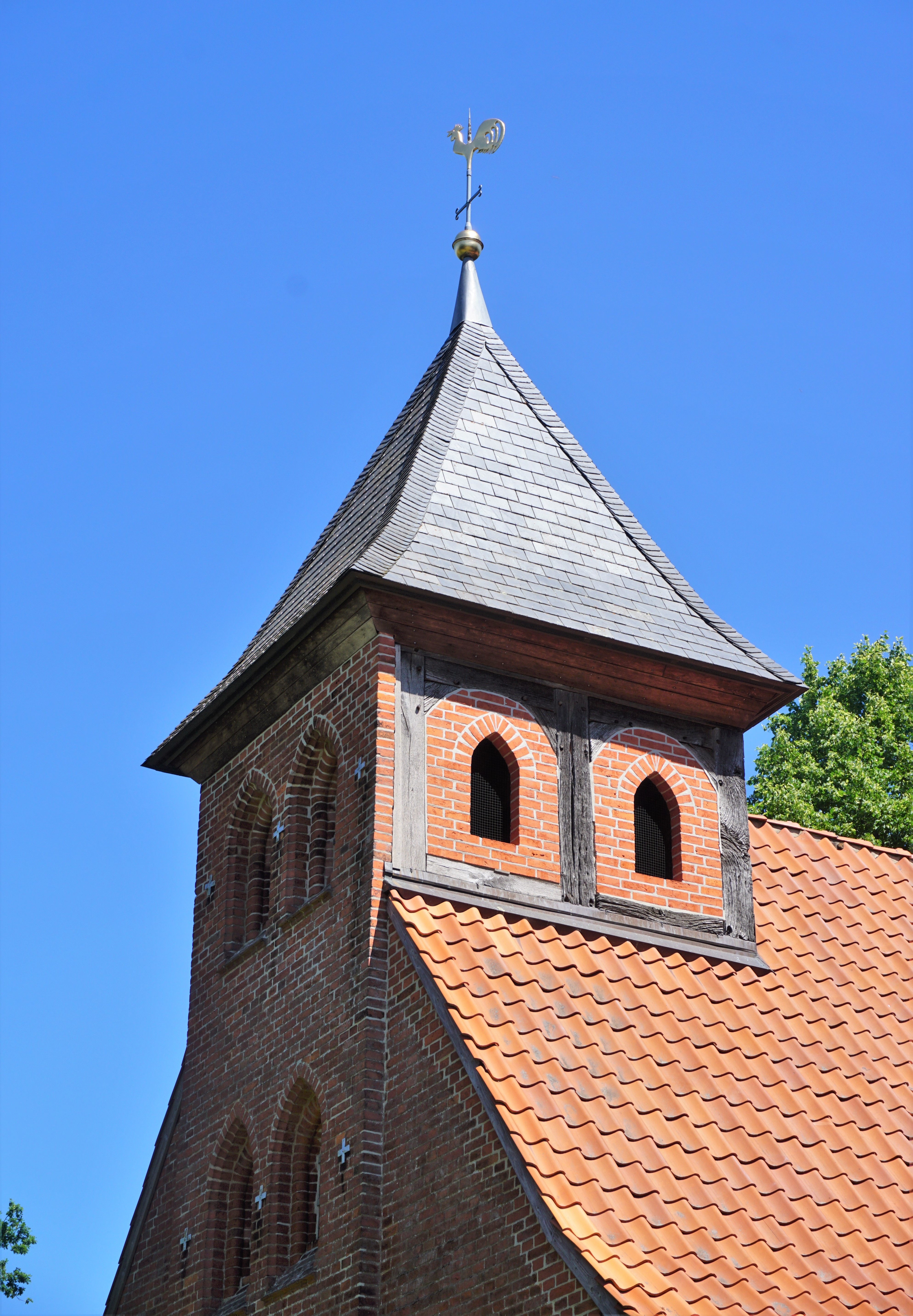
Backstein-Dachturm mit seitlichen Fachwerkwände (St.-Nikolaus-Kapelle in Vastorf)
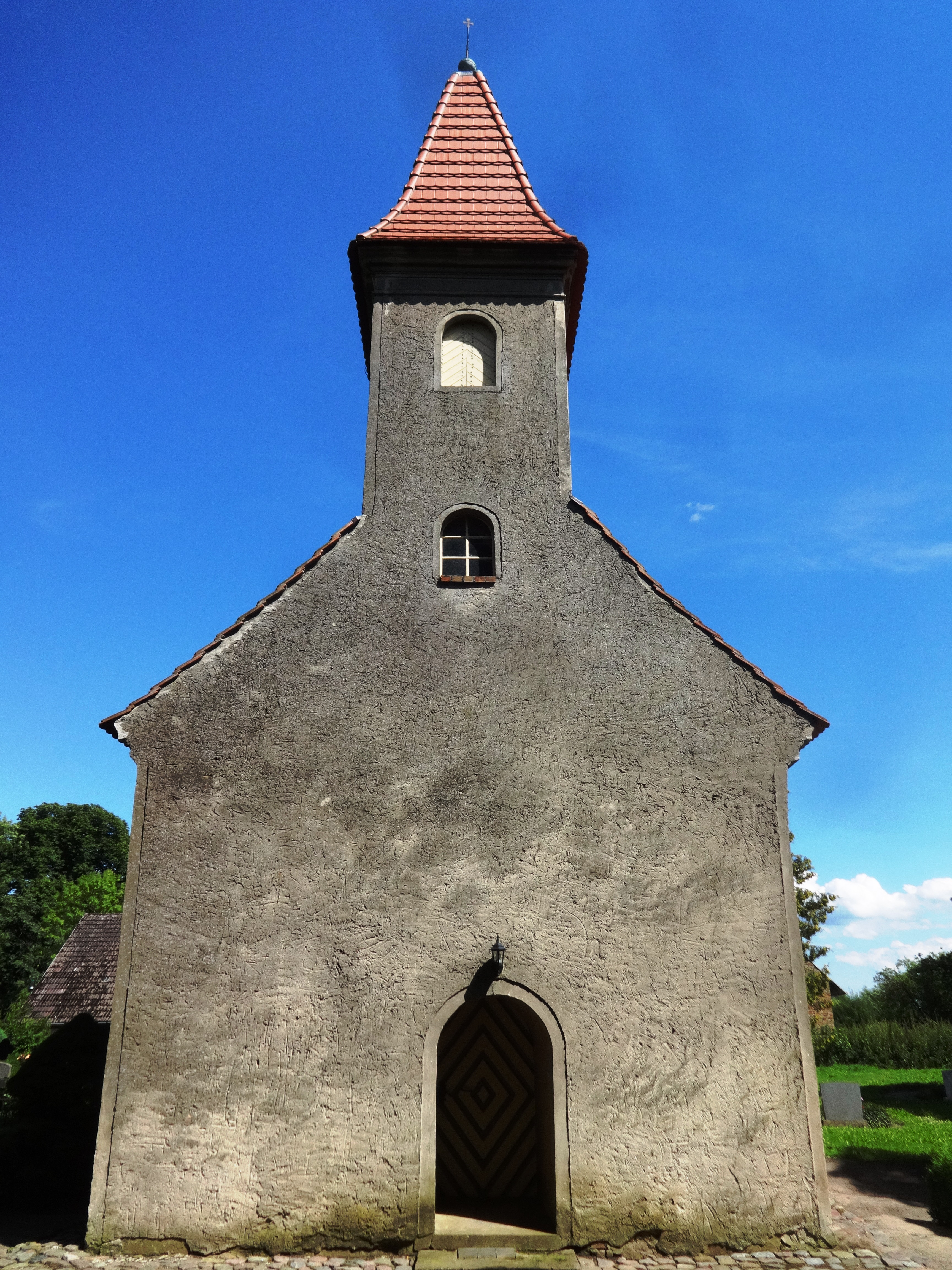
Massiver Dachturm (Kapelle Busow)
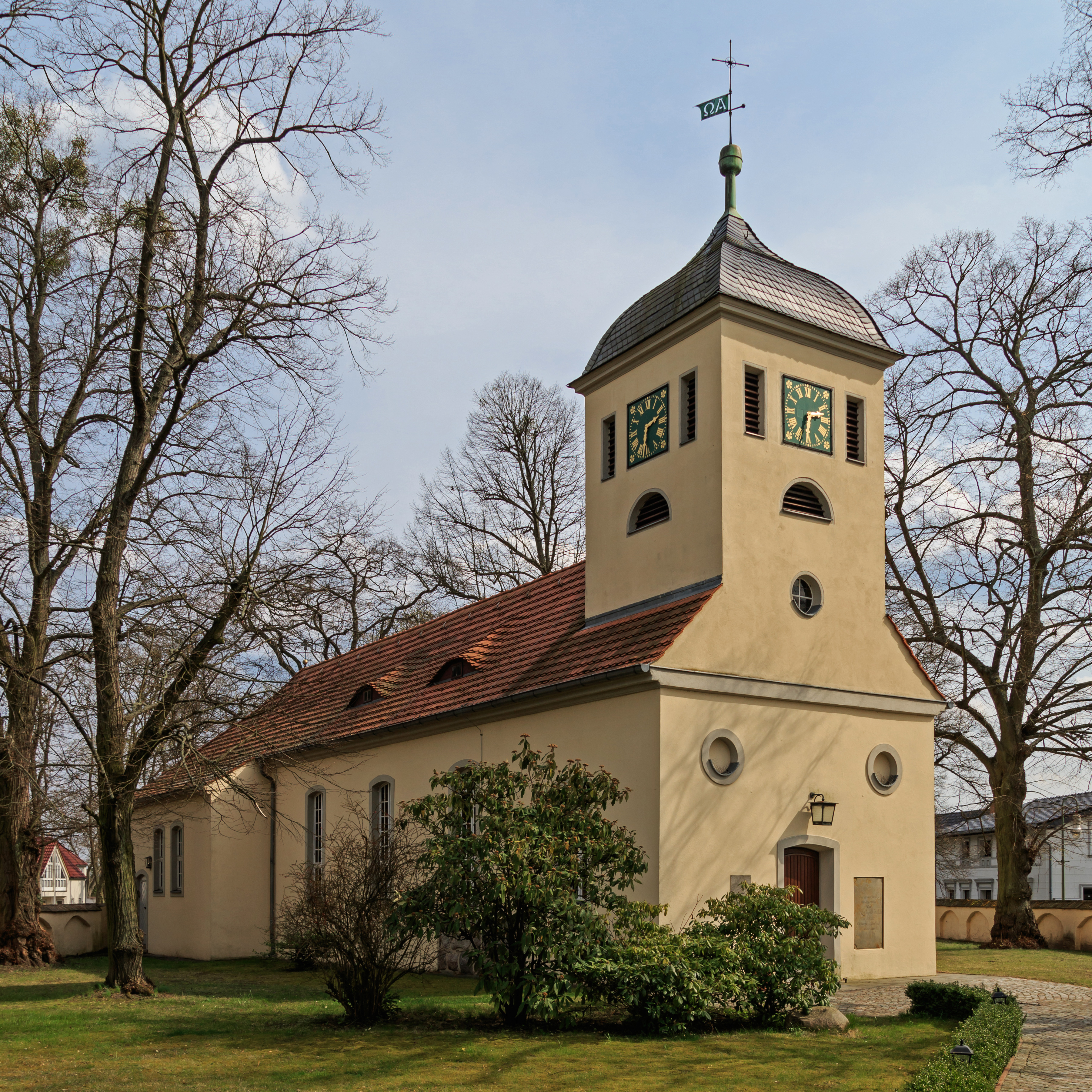
Massiver Dachturm  (Dorfkirche Kladow)
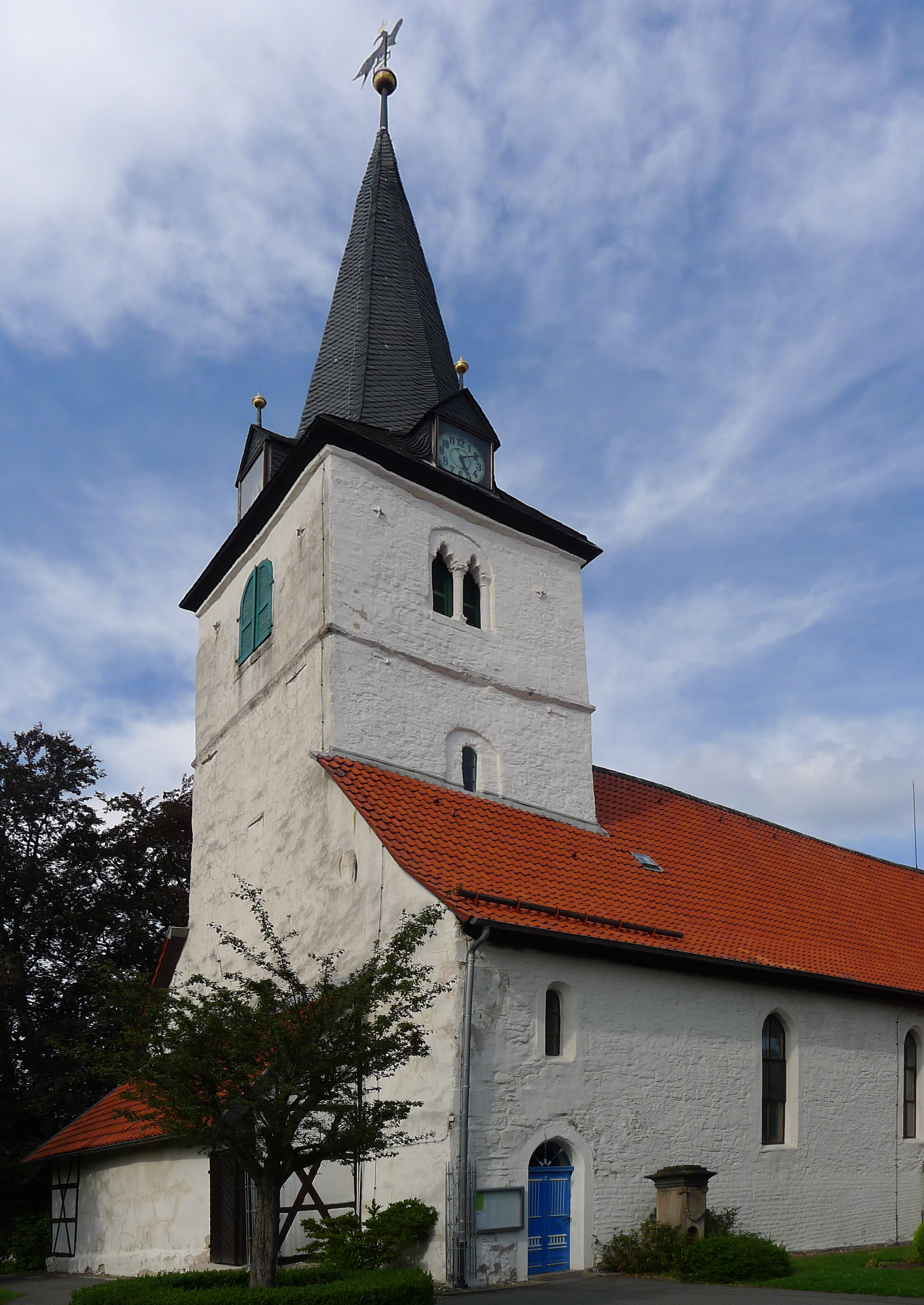
Massiver Dachturm (St. Nikolai-Kirche, Bad Sachsa)